# 売茶流
売茶流（ばいさりゅう）とは、八橋売茶翁（宝暦10年（1760年） - 文政11年（1828年））を流祖とする一般社団法人全日本煎茶道連盟に加盟する煎茶道の流派。
大正初年に初代 髙取友仙窟が名古屋市昭和区御器所（現村雲町）にて創流。 「優雅と格調と楽しい」を掲げる。

## 歴代
【流祖】八橋売茶翁
初代友仙（大正初年 - 昭和13年）
愛知県知立市八橋にある無量寿寺の紹温禅師について印可をうけ、師の転住のあと家元を継ぎ、文人墨客と交友し、煎茶式の基を確立した。大正4年（1915年）、曹洞宗浄元寺内に煎茶室友仙窟を建立。
2代友松（昭和14年 - 昭和42年）
昭和14年（1939年）友仙窟を継ぎ、戦争と戦災の中、煎茶を守り、混乱の昭和21年（1946年）稽古を復活し、昭和31年（1956年）全日本煎茶道連盟の設立など普及に努々した。
3代友正（昭和43年 - 平成12年）
昭和41年（1966年）家元継承、戦災焼失の浄元寺伽藍を再建し、昭和55年（1980年）秋、煎茶室兼祖堂の売茶堂を建立。煎茶の大衆化とともに流勢をのばし、他に類をみない『売茶流煎茶式』を完成、点前を公開して教授法が飛躍的に発展した。煎茶文化の研究にも熱心で、月刊誌「煎茶道」の連載も117回を数え、斯界でも数少ない学者宗匠として挑戦した。
4代友芳（平成13年 - ）